# لوکس بت
لوکس بت (انگلیسی: Luxbet) یک بنگاه قمار در قلمرو شمالی (استرالیا) بود که مسابقات اسب دوانی و فوتبال آمریکایی را پوشش می‌داد
لوکس‌بت در ۲۲ دسامبر ۲۰۱۷ فعالیت خود را متوقف کرد.